# Santa Maria Maggiore (Italia)
Santa Maria Maggiore (Santa Marìa in dialetto ossolano) è un comune italiano di 1 288 abitanti della provincia del Verbano-Cusio-Ossola. È il centro più importante della Val Vigezzo, situata nell'apice settentrionale del Piemonte, tra il Canton Ticino (Svizzera) e il Lago Maggiore. Parte del suo territorio è compreso nel Parco nazionale della Val Grande.
Comprende anche i territori delle frazioni di Crana e Buttogno.
Oggi il borgo è un'affermata località turistica montana, riconosciuta come Bandiera arancione dal Touring Club italiano. È nota soprattutto per alcune iniziative di particolare successo come il Raduno internazionale dello Spazzacamino (il primo fine settimana di settembre), Fuori di Zucca (nel mese di ottobre) e i Mercatini di Natale (nel periodo del ponte dell'Immacolata).

## Geografia fisica
Santa Maria Maggiore è il comune più esteso della Valle Vigezzo, una delle valli dell'Ossola, situata nella parte settentrionale del Piemonte, tra le Alpi Lepontine, ad una trentina di chilometri di distanza da Locarno (Svizzera) e Cannobio, entrambe sul Lago Maggiore, e ad una ventina di chilometri da Domodossola.
La Valle Vigezzo è un vasto altipiano che supera di poco gli 800 metri di quota ed è l'unica tra le vallate ossolane ad essere longitudinale. Dal centro di Santa Maria Maggiore è possibile ammirare, oltre alle vicine montagne della vallata, come la Pioda di Crana e il Pizzo la Scheggia, anche la catena del Monte Rosa. A lato del borgo scorre il Melezzo Orientale, fiume che trae la sua origine dalla Pioda di Crana e percorre la valle Vigezzo fino ad arrivare nelle Centovalli (Svizzera) per poi confluire nel torrente Maggia, affluente diretto del Lago Maggiore. Parte del territorio di Santa Maria Maggiore è compreso nel Parco nazionale della Val Grande.
Per quanto riguarda la fauna, tra gli uccelli, si possono ricordare l'aquila reale, il falco pellegrino, il gallo forcello, il francolino di monte e il gufo reale. Degni di nota sono anche le diverse specie di picchi, fra cui il picchio nero, e alcuni passeriformi come il luì bianco e l'averla piccola. Tra gli erbivori è considerevole la presenza di camosci e caprioli. Volpe, faina, martora, tasso e donnola sono i rappresentanti più significativi tra i carnivori.
Per quanto riguarda la flora sono significative le conifere, gli abeti e i faggi.

## Storia
Il primo insediamento certo nel territorio dell'attuale Santa Maria Maggiore risale all'epoca romana ed è attestato da ritrovamenti tombali del I secolo dopo Cristo. Durante uno scavo eseguito per la realizzazione di conduttore di acque potabili nel 1971 si rinvenne, alla profondità di un metro e mezzo, una grossa lastra e sotto di essa dei materiali appartenenti ad un corredo funebre: un'olpe di pasta rossiccia, un poculo (bicchiere) di pasta nera, una coppetta di pasta nera, una coppetta di pasta giallognola, frammenti di coppette e di ampolle. Successivamente la zona divenne disabitata a causa probabilmente della frequenti inondazioni del fiume Melezzo (che scorreva più in superficie). Il clero di Domodossola (alla cui Pieve Santa Maria Maggiore apparteneva) fondò attorno al IV-V secolo la chiesa di Santa Maria Maggiore, in una zona che permaneva disabitata ma che era comunque ritenuta strategica in quanto ugualmente distante dai vari paesi della Valle.
Solo nel secolo XIII sorsero le prime abitazioni attorno alla chiesa. Oltre ai sacerdoti abitavano attorno alla chiesa anche i notai della Valle. Con il tempo la popolazione aumentò: una pergamena del 1267 attesta che allora a Santa Maria abitavano 12 famiglie. Nel XIV secolo si stabilì a Santa Maria Maggiore, nelle vicinanze della chiesa, il podestà della Valle, richiamando così un maggior numero di abitanti. Verso la fine del '400 i membri di sette famiglie craveggesi, denominate poi, "Sette casate" si trasferirono a Santa Maria Maggiore: Balconi, Menabene, Rossi, Farina, Mellerio, Borgnis e Simonis. In questo periodo il paese era ancora chiamato "Santa Maria", l'appellativo "maggiore" fu aggiunto nella seconda metà del '500 per l'importanza religiosa e civile assunta dal borgo.
Per molto tempo, tuttavia, Santa Maria Maggiore rimase frazione di Crana, solo nel 1804 venne eretto il comune di Santa Maria Maggiore e Crana, e ad esso furono uniti nel 1928 il comune di Buttogno e quelli in seguito ricostituiti di Craveggia e Toceno.

### Simboli
Lo stemma e il gonfalone sono stati concessi con decreto del presidente della Repubblica del 2 marzo 1993.
Il palato di rosso e d'azzurro identifica la Valle Vigezzo ed è presente anche negli stemmi di Druogno, Re e Villette. I colori non hanno un'origine chiara, ma potrebbero derivare da quelli dei Borromeo che furono feudatari dell'intera valle.
Il gonfalone è un drappo di giallo.

## Monumenti e luoghi d'interesse

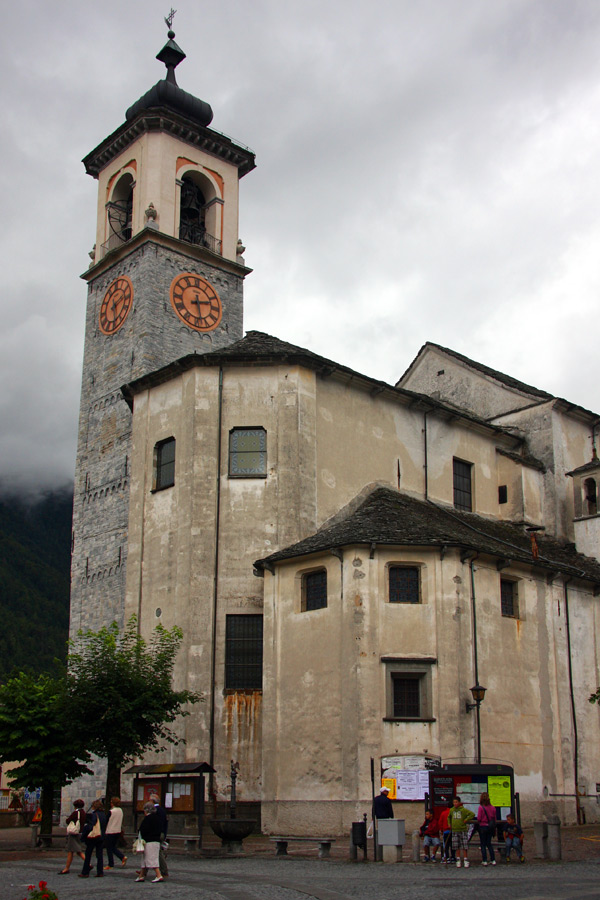
La Chiesa Parrocchiale di Maria Santissima Assunta

### Chiesa Parrocchiale di Maria Santissima Assunta
Costituita da una sola ampia navata è considerata la chiesa più bella e grandiosa dell'Ossola insieme a quella di Domodossola e della vicina Craveggia. L'interno è decorato con affreschi di due importanti pittori vigezzini quali Lorenzo Peretti di Buttogno e Giuseppe Mattia Borgnis di Craveggia, considerati i padri indiscussi dell'affresco vigezzino.

### Chiese di San Giovanni Evangelista e di San Rocco

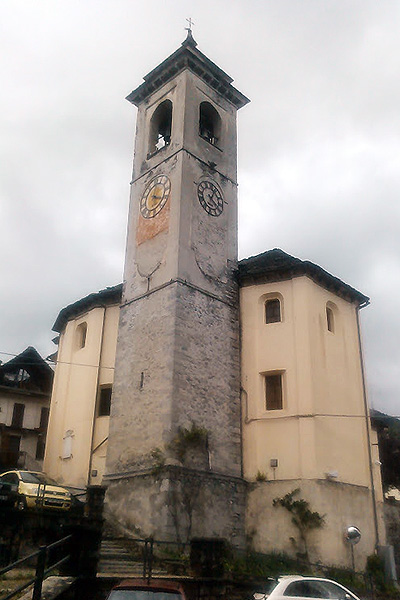
Chiese di Crana. Il campanile fu costruito nel 1745

Si trovano nella frazione Crana, lungo la strada che collega Santa Maria Maggiore con il vicino comune di Toceno. Si tratta di due chiese intersecate e caratterizzate da stili distinti: la Chiesa di San Giovanni Evangelista e l'Oratorio di San Rocco.
- La chiesa di San Giovanni Evangelista, più ampia, risale al 1483, anche se venne quasi completamente riedificata nel 1744. L'intera spesa per la costruzione della chiesa fu sostenuta da Gian Paolo Feminis, inventore dell'acqua di Colonia originario di Crana. L'altare maggiore della chiesa ospita una pala d'altare del XVII secolo raffigurante san Giovanni Battista e la Vergine. L'affresco della cupola, risalente al 1745, è considerato tra le opere migliori del pittore craveggese Giuseppe Mattia Borgnis. Sono del Borgnis anche gli ovali del corpo della chiesa con i santi Defendente, Bernardo da Mentone, Sebastiano e Vittore.[16]
- L'oratorio di San Rocco, più piccolo rispetto alla chiesa di San Giovanni Evangelista, fu costruito per ex voto dalla popolazione di Crana per lo scampato pericolo da una terribile ondata di peste del 1529-1530. L'interno dell'oratorio è interamente affrescato dal pittore lombardo del XVI secolo Giovanni Battista da Legnano, che ha dipinto dodici scene sulla vita di san Rocco.[17]

### Chiesa di San Lorenzo a Buttogno
Sorge alle porte di Buttogno, frazione di Santa Maria Maggiore situata su un soleggiato e panoramico terrazzamento alluvionale. L'attuale chiesa risale alla metà del '600, il piccolo portico è del 1775 e il campanile del 1776. Oltre alle seicentesche cappelle laterali dedicate alla Beata Vergine della Mercede e al Santo Crocifisso è degno di nota l'affresco del catino absidale raffigurante il trionfo di San Lorenzo, realizzato dal pittore vigezzino Lorenzo Peretti nel 1803. Gli affreschi del presbiterio (il martirio di san Lorenzo e il miracolo di sant'Antonio) sono invece di Carlo Giuseppe Peretti, figlio di Lorenzo, che seguì i cartoni preparativi del padre.

### Torre de Rubeis (o Torre Simonis)

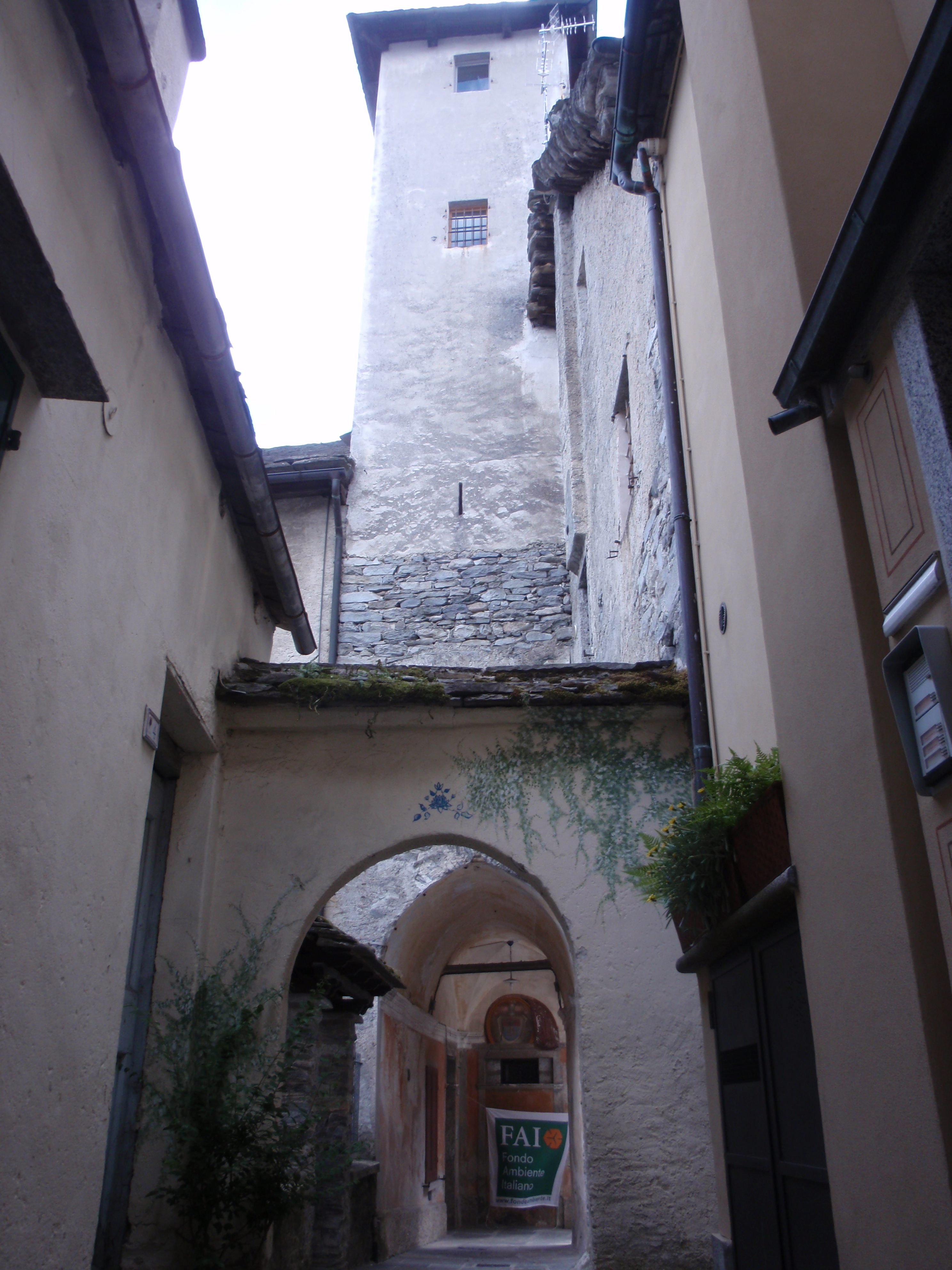
La trecentesca Torre de Rubeis vista da via Benefattori.

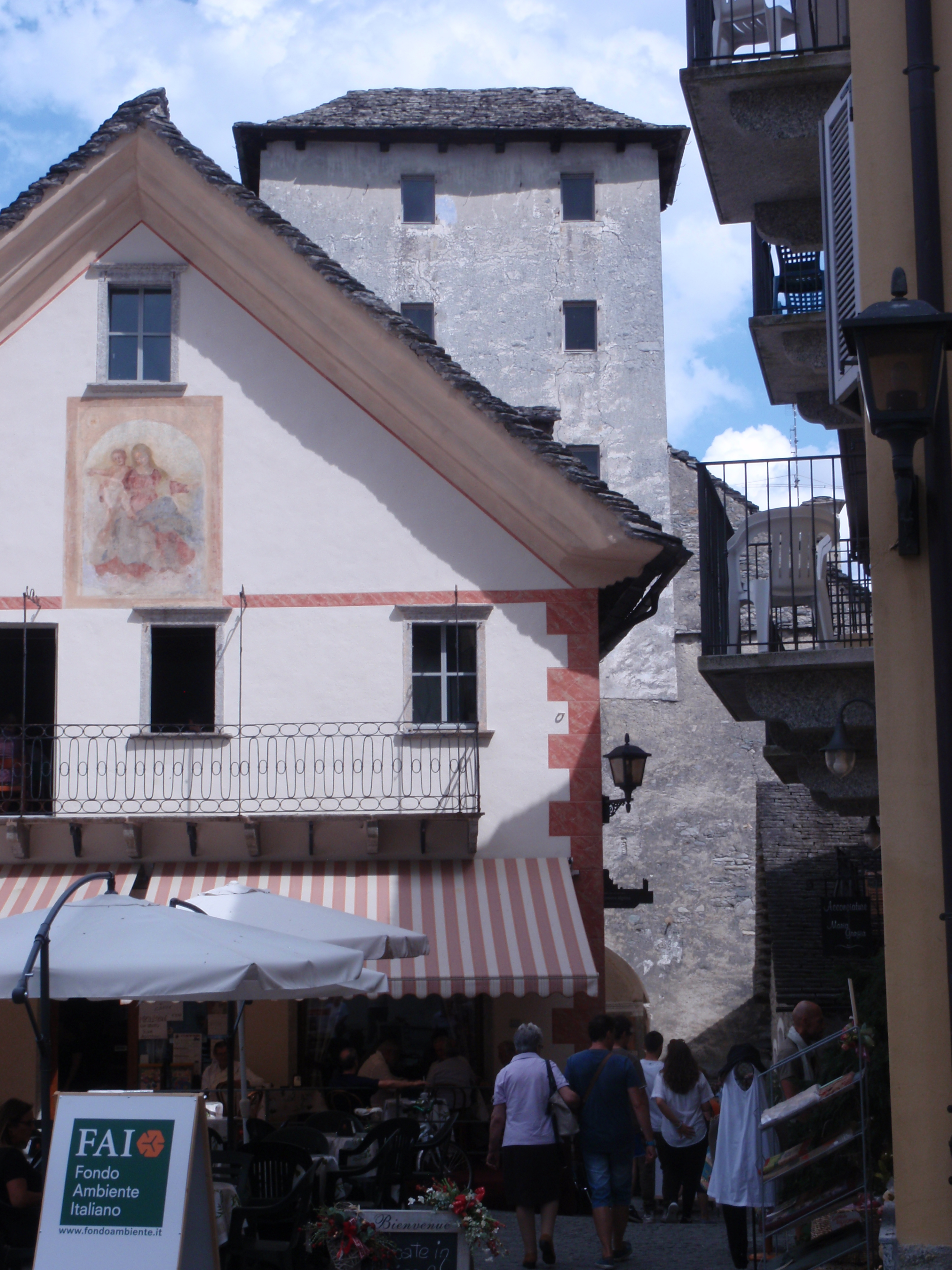
La Torre de Rubeis (in secondo piano) vista da Piazza Risorgimento.

La Torre, situata nel centro storico di Santa Maria Maggiore ed affacciata sulla Piazza Risorgimento, risale al XIV secolo. La potente famiglia de Rubeis, che contendeva ai de' Balchonus i remunerativi diritti di gestione dei trasporti, costruì la propria casa con torri e, per la sosta dei muli e dei cavalli, una stalla e un grande cortile circondato da un muro di pietra. La Torre rimase di proprietà della famiglia de Rubeis fino alla loro estinzione nel '700 e passò alla famiglia Simonis attraverso la D. (domina) Maria Elizabeth de Rubeis (1681-1761), moglie del D. (dominus) Gio Battista de Simonis di Vallario. La Torre ospita oggi una collezione privata di 136 disegni che rappresentano rilievi e ricostruzioni delle antiche case della Valle Vigezzo. Nel periodo estivo vengono organizzate visite guidate a cura del FAI.

### Villa Antonia

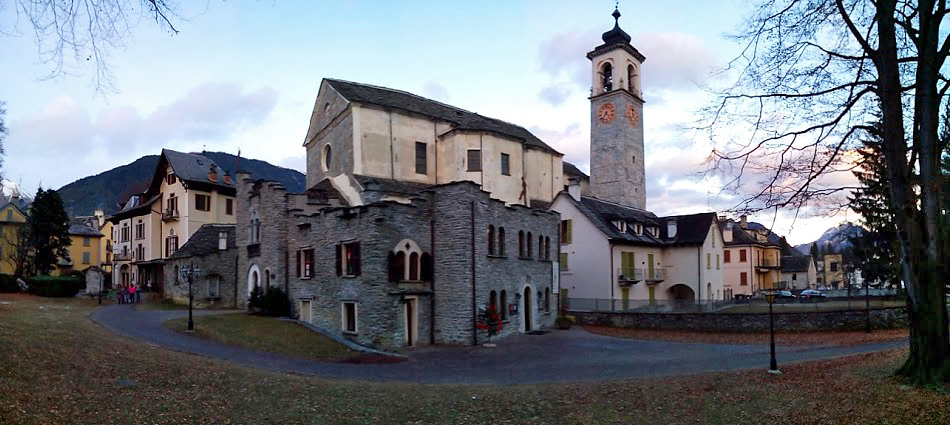
Panoramica invernale di Santa Maria Maggiore dal Parco di Villa Antonia.

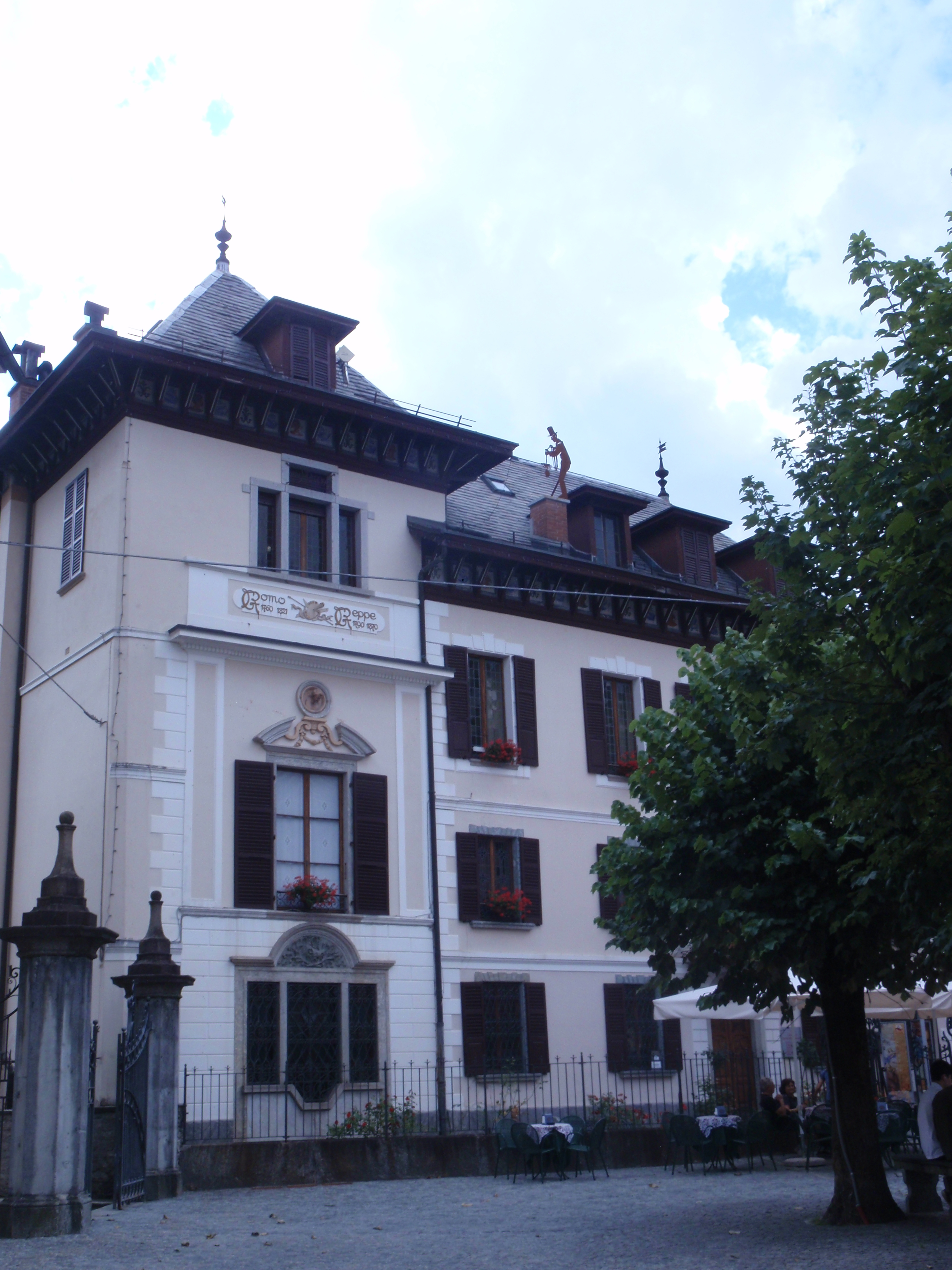
La settecentesca Villa Antonia, attuale sede del Comune.

Villa Antonia, costruita nel XVIII secolo dalla famiglia Rossetti, è attualmente la sede del comune. I primi proprietari decisero di costruire la villa ispirandosi agli edifici transalpini, con un tetto spiovente e i tasselli sottogronda decorati. Inoltre, essendo pittori, arricchirono la loro abitazione con diversi affreschi e l'adornarono molto: sono pregevoli in particolar modo i vetri piombati dipinti con motivi naturalistici e realizzati a Zurigo nel 1780. Il parco della villa è caratterizzato da una collezione di faggi rossi che fanno contrasto cromatico con le altre essenze verdi. È attualmente pubblico ed è la sede di numerose iniziative organizzate dalla locale Pro Loco.

### Museo internazionale dello spazzacamino
Santa Maria Maggiore ospita all'interno della settecentesca Villa Antonia, nel centro storico del paese, una realtà unica in Italia: il Museo dello spazzacamino. Inaugurato nel 1983 e rinnovato nel 2005, il museo propone ai visitatori un originale percorso multisensoriale allo scoperta del duro lavoro dello spazzacamino che fu fondamentale per i vigezzini nel corso di diversi secoli (dal XVI al XX secolo).

### Casa mandamentale o vecchio municipio

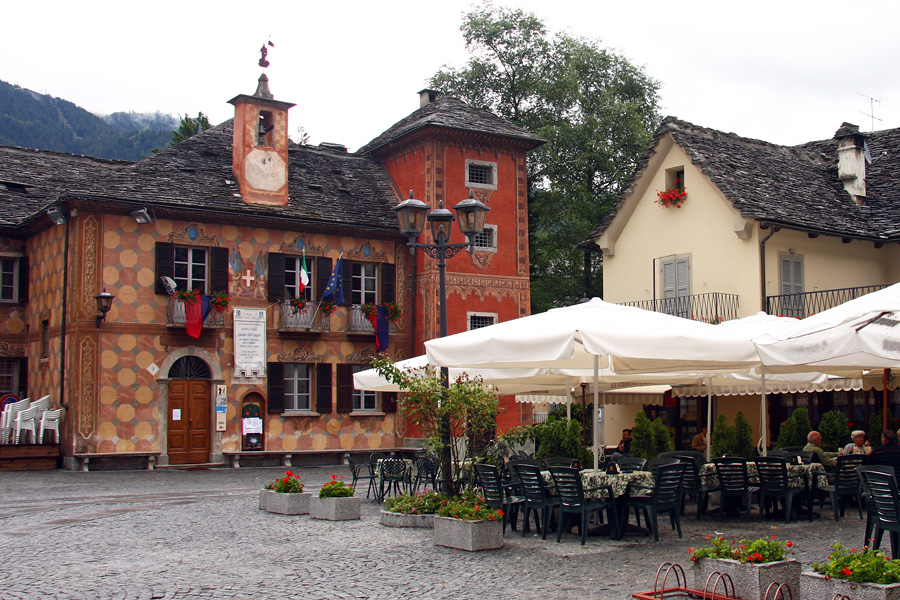
Scorcio di piazza Risorgimento con l'antica casa mandamentale (ex municipio)

Il vecchio municipio (o Casa mandamentale), situato nella centralissima piazza Risorgimento, era l'antica sede del Pretore della Valle Vigezzo. Successivamente ha ospitato il consiglio della Valle e il consiglio comunale. L'edificio è decorato con colori geometrici ed è composto da diverse parti di epoche diverse: la torretta laterale, con le vecchie prigioni, è la parte più antica, la piccola sala con gli archi a tutto sesto è del XVII secolo, mentre la parte rivolta a sud è del XIX secolo. Recentemente è stato trasformato in un'area espositiva a disposizione del comune, che ogni anno organizza numerose mostre.

### Scuola di Belle Arti Rossetti Valentini

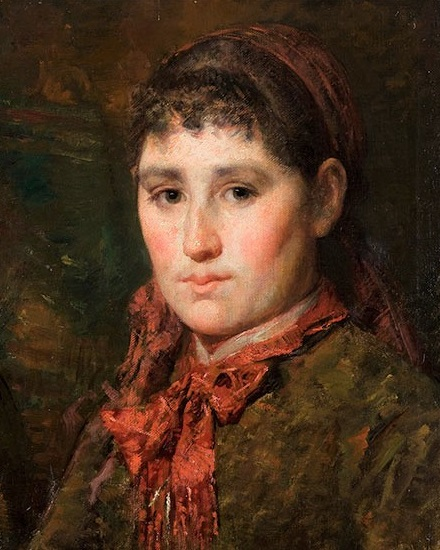
Un'opera del pittore maggioritano Enrico Cavalli

Si trova nel centro storico di Santa Maria Maggiore, in via Rossetti Valentini 1. L'edificio scolastico, ottocentesco, risponde perfettamente ai canoni tipici dell'architettura vigezzina (si consideri, ad esempio, il caratteristico tetto in piode). La Scuola ospita un'esposizione permanente di opere dei pittori vigezzini dalla metà del '700 a tutto il '900 (tra gli altri si possono ricordare in particolare Giacomo Rossetti, Enrico Cavalli, Giovanni Battista Ciolina, Gian Maria Rastellini, Maurizio Borgnis, i fratelli Silvio e Dario Giorgis, Lorenzo Peretti Junior e Carlo Fornara). La Scuola è attiva dal 1869 e organizza ancora oggi corsi di pittura e di intarsio del legno. Tra i numerosi docenti e allievi della scuola, il più noto è probabilmente Carlo Fornara (1871-1968), per un certo periodo collaboratore di Giovanni Segantini e vicino alla corrente pittorica divisionista.

## Società

### Evoluzione demografica
Abitanti censiti

## Cultura

### Prodotti tipici

#### Acqua di Colonia

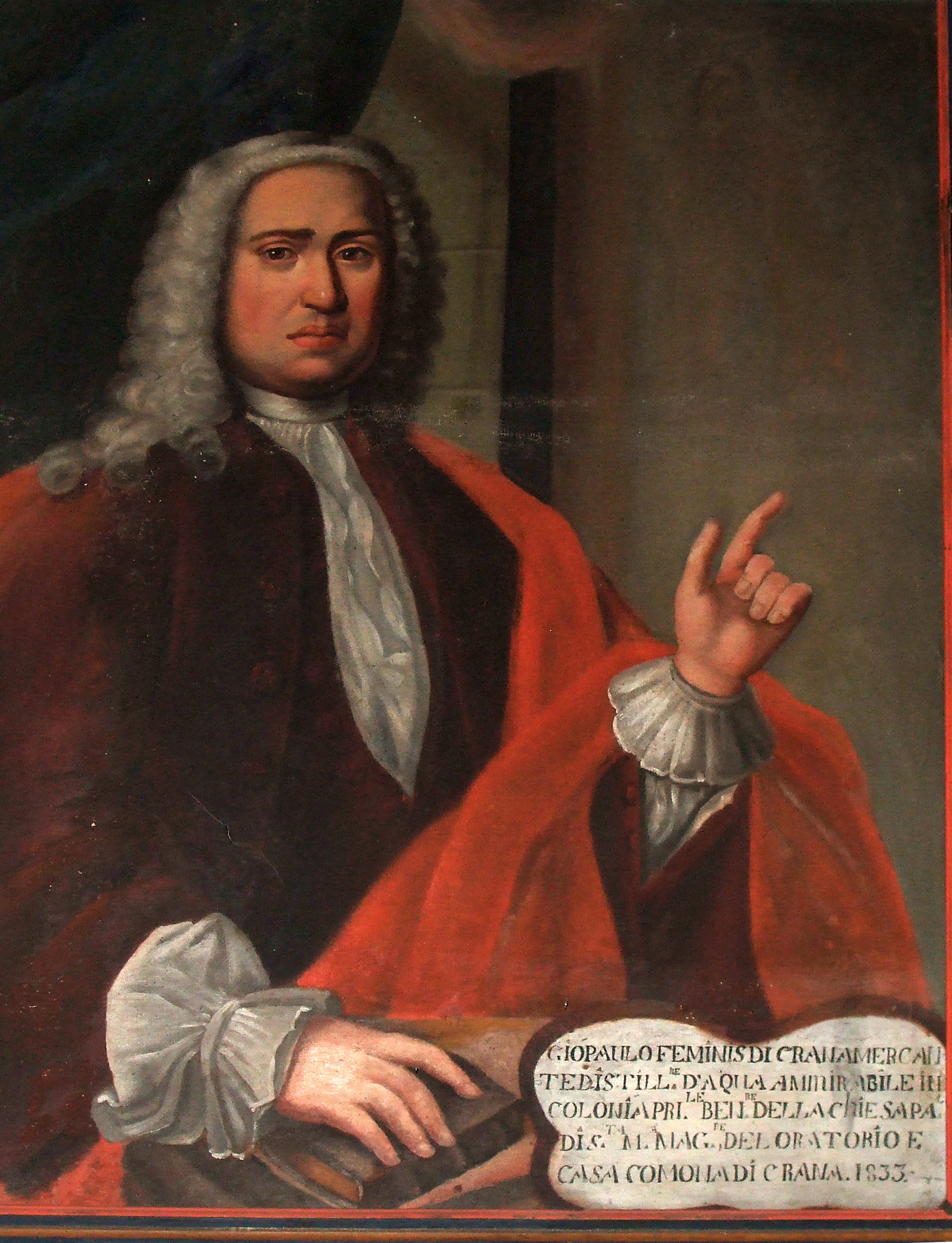
Un ritratto di Giovanni Paolo Feminis

Giovanni Paolo Feminis, nato a Crana (frazione di Santa Maria Maggiore) nel 1666 è unanimemente considerato l'inventore dell'Acqua di Colonia. Feminis lasciò la Valle da ragazzo ed emigrò in Germania, prima a Rheinberg, poi a Magonza e infine a Colonia, dove aprì una distilleria, inventò ed iniziò a commerciare la sua aqua mirabilis (successivamente nota come Acqua di Colonia). La sua aqua era venduta come antidoto a diversi mali e fu riconosciuta efficace da diversi medici del tempo e dalla stessa Università di Colonia. Feminis morì a Colonia senza rivedere Santa Maria Maggiore, tuttavia fu benefattore di diverse opere in Valle Vigezzo, come la costruzione della chiesa parrocchiale di Santa Maria Maggiore e della chiesa di Crana. Giovanni Maria Farina, nato a Santa Maria Maggiore nel 1685 e lontano parente del Femminis, si dedicò alla diffusione dell'Acqua di Colonia, attraverso la casa produttrice "Johann Maria Farina - Gegenüber dem Jülichs-Platz", da lui fondata.

### Cucina

#### Formaggi tipici
I formaggi tipici di Santa Maria Maggiore sono prodotti soprattutto dalla Latteria Vigezzina (situata in via Pittor Belcastro, nella zona del Centro del Fondo), che raccoglie e trasforma il latte prodotto dai soci di tutta la Valle Vigezzo. Tra i vari tipi di formaggi possiamo ricordare il Montagna (ottenuto da latte vaccino parzialmente scremato, dalla consistenza morbida e pastosa e dal sapore dolce e delicato), lo Spazzacamino (ottenuto da latte vaccino, dalla consistenza morbida, pastosa e fondente al palato, dal sapore dolce con sentore lievemente acidulo), la Pioda di Santa Maria Maggiore (ottenuta da latte caprino, dal sapore dolce, intenso e gradevole), lo Spress vigezzino (ottenuto da latte vaccino e latte caprino in proporzione non inferiore al trenta per cento, dalla consistenza pastosa, morbida e fondente al palato, dal sapore dolce con un delicato sentore caprino caratteristico). Nella cucina vigezzina questi formaggi sono tradizionalmente accompagnati dal Pane di Coimo, pane rustico dalla forma rotonda e quasi piatti, preparato con farina di segale integrale e farina di grano tenero e prodotto nell'omonimo paese, frazione della vicina Druogno.

#### Stinchett
Gli Stinchett, simili ai rundìtt tipici di Malesco, sono un prodotto tipico della Valle Vigezzo, la cui peculiarità è stata riconosciuta ufficialmente dal comune di Santa Maria Maggiore. Si tratta di una sfoglia molto sottile a base di farina ed acqua cotta velocemente su una piastra di ferro rovente e successivamente lievemente imburrata e salata. La preparazione degli Stinchett, piuttosto impegnativa, richiede un lungo periodo di riposo dell'impasto. Gli Stinchett vengono preparati durante tutte le feste che si tengono a Santa Maria Maggiore e negli altri paesi della Valle Vigezzo. In occasione della Rassegna "Fuori di Zucca" (il terzo fine settimana di ottobre) in piazza Risorgimento vengono preparati gli Stinchett alla zucca.

### Eventi

#### Mostra del capretto tipico vigezzino
Considerata una mostra unica nel suo genere, si tiene ogni anno presso il Centro del Fondo di Santa Maria Maggiore la domenica precedente la Pasqua (domenica delle Palme) ed è organizzata dall'Associazione Allevatori Agricoltori della Valle Vigezzo. All'interno della manifestazione vengono organizzate dimostrazioni di mungitura con prove aperte ai bambini fino a 12 anni. Durante la mostra viene allestito un mercatino in cui è possibile acquistare prodotti tipici. Inoltre, in occasione della mostra alcuni ristoranti di Santa Maria Maggiore offrono dei pranzi tradizionali a base di capretto tipico.

#### Rassegna "Sentieri e Pensieri"
Nel mese di agosto si tiene in Piazza Risorgimento la Rassegna "Sentieri e Pensieri", una programmazione culturale firmata dal Salone Internazionale del Libro di Torino, caratterizzata da incontri, presentazioni di libri, concerti e reading a ingresso gratuito. Durante l'intera durata della manifestazione è allestita una libreria dedicata sia ai libri trattati nella rassegna sia ad altri testi dedicati soprattutto alla storia locale, agli sport alpini e alla cultura montana. Alle passate edizioni di "Sentieri e Pensieri" hanno partecipato, tra gli altri, Annamaria Barbera, Luca Bianchini, Piero Chiambretti, Giuseppe Culicchia, Bruno Gambarotta, Nicolai Lilin, Antonio Lubrano, Darwin Pastorin, Eraldo Pecci, Benedetta Tobagi.

#### Raduno internazionale degli spazzacamini

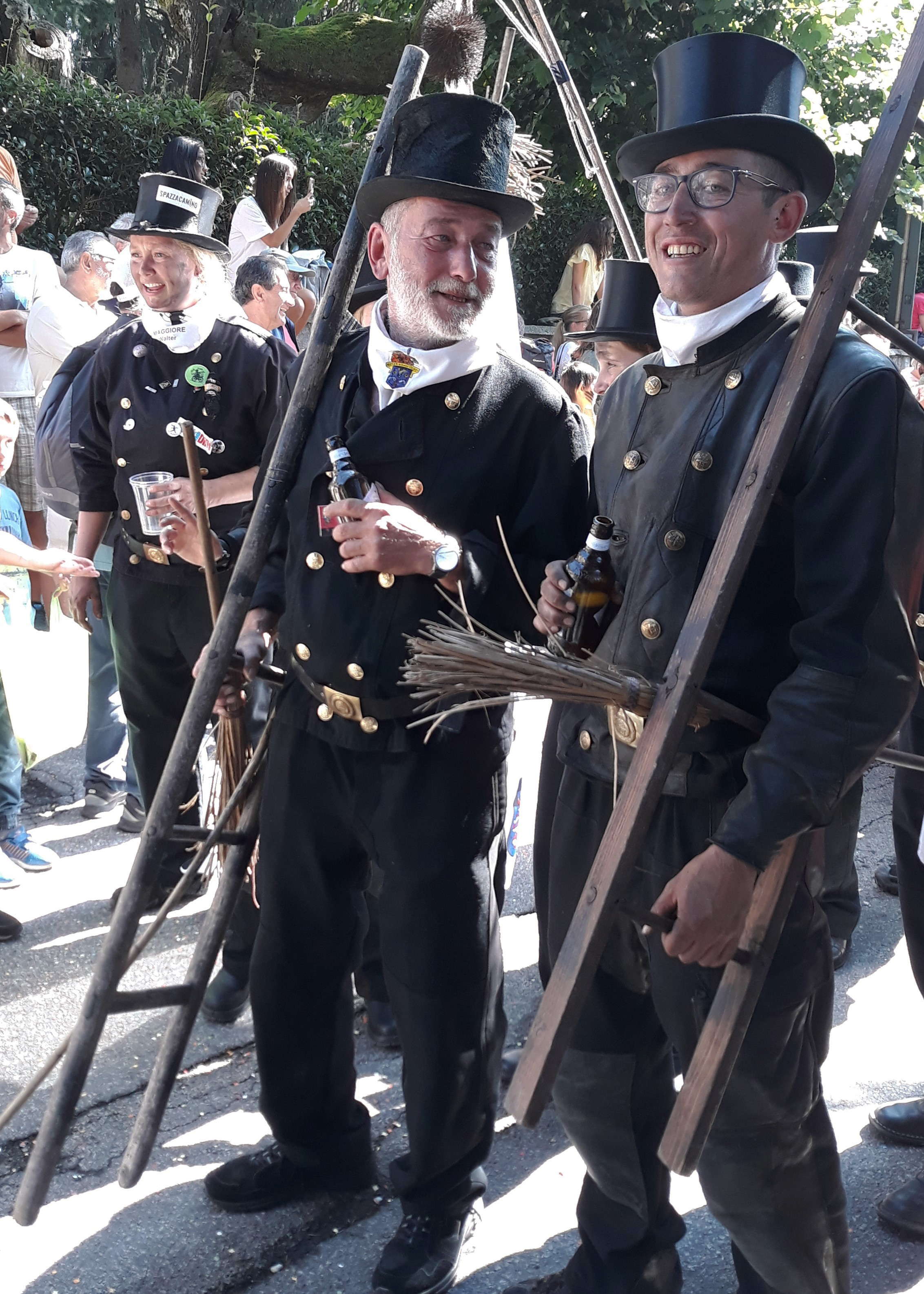
La parata degli spazzacamini nel 2019

La Valle Vigezzo è nota, oltre che come Valle dei Pittori, anche come Valle degli Spazzacamini, per gli innumerevoli emigranti che nei secoli scorsi si sono dedicati a questo mestiere in varie parti d'Europa. Per ricordare questa tradizione legata ad un duro e faticoso lavoro ogni anno, nel primo fine settimana di settembre, si ritrovano a Santa Maria Maggiore più di un migliaio di spazzacamini provenienti da ogni parte del mondo attrezzati di costumi e spazzoloni d'epoca. Al ricordo di tutti coloro che si sono dedicati al mestiere nei secoli passati si uniscono i numerosi e gioiosi eventi di festa. Tra gli appuntamenti del Raduno è opportuno ricordare la "Notte nera", organizzata il venerdì sera: negozi aperti fino a tarda ora, punti di degustazione allestiti per le vie del centro storico e varie bande e orchestre che suonano vari tipi di musica fino a tarda ora. L'evento principale del raduno è la grande sfilata per le vie del paese della domenica mattina, cui assistono migliaia di turisti e appassionati. Per la sfilata dell'edizione 2014 del raduno sono accorse a Santa Maria Maggiore circa 30.000 persone. Il raduno del 2014 è stato segnalato, tra i vari media, da: Ansa, Adnkronos, Rainews, TG1, Repubblica, Corriere, La Stampa, Vanity Fair, Il Post, Corriere di Novara, Cronaca Milano, Varese News, Ticino News, Eco Risveglio, Ossolanews. L'evento nel 2019 riceve l'attenzione internazionale grazie ad un articolo pubblicato dal New York Times che ha mandato dei reporter a documentare l'evento poi raccontato sul giornale.

#### Mostra bovina della Razza Bruna
Si tiene ogni anno presso il Centro del Fondo di Santa Maria Maggiore nel mese di ottobre, è organizzata dall'Associazione Allevatori Agricoltori della Valle Vigezzo e dall'Associazione Provinciale Allevatori ed è considerata la fiera zootecnica più importante del Verbano Cusio Ossola. Durante l'esposizione è possibile gustare i numerosi prodotti tipici (in particolare formaggi e salumi) e acquistare prodotti di artigianato.

#### Rassegna "Fuori di Zucca"
Si tiene ogni anno il terzo fine settimana di ottobre nel centro storico di Santa Maria Maggiore. Il borgo si tinge di fantasiose decorazioni arancioni per celebrare il famoso ortaggio autunnale in due giorni di degustazioni, musica e laboratori dedicati bambini. Durante la rassegna è possibile degustare gli Stinchett alla Zucca, variante autunnale della tipica specialità vigezzina. Inoltre in un apposito mercato vengono vendute zucche e altri prodotti stagionali della Valle Vigezzo. Nei due giorni della rassegna i ristoranti convenzionati di Santa Maria Maggiore propongono menù a tema, dedicati alla zucca.

#### Mercatini di Natale
Ogni anno, a ridosso del ponte dell'Immacolata, si tengono nelle vie del centro storico di Santa Maria Maggiore i mercatini di Natale. Composti da circa 200 bancarelle dal caratteristico tettuccio rosso, sono i più grandi del Piemonte. Ogni anno è presente ai mercatini una corposa rappresentativa dell'artigianato della Valle Vigezzo e del Verbano Cusio Ossola. Tra i prodotti tipici che si possono gustare durante questa iniziativa sono degni di nota gli Stinchett, sottilissime cialde a base di farina, arricchite da poco burro e da un pizzico di sale. Durante i mercatini il paese è vestito a festa con un maestoso albero di Natale in Piazza Risorgimento e numerosi addobbi e installazioni luminose che valorizzano gli angoli suggestivi del centro storico. Durante la manifestazione diverse bande alpine e jazz suonano per le vie del borgo canti tipici natalizi, inoltre ogni anno si tengono la sfilata dei bovari del bernese, le esibizioni dei corni delle Alpi e diverse altre iniziative collaterali. È stato calcolato che l'edizione 2013 dei Mercatini di Natale ha avuto circa 50.000 visitatori. All'edizione 2014 dei Mercatini hanno partecipato circa 100.000 visitatori. L'edizione del 2018 è stata la ventesima.

## Infrastrutture e trasporti

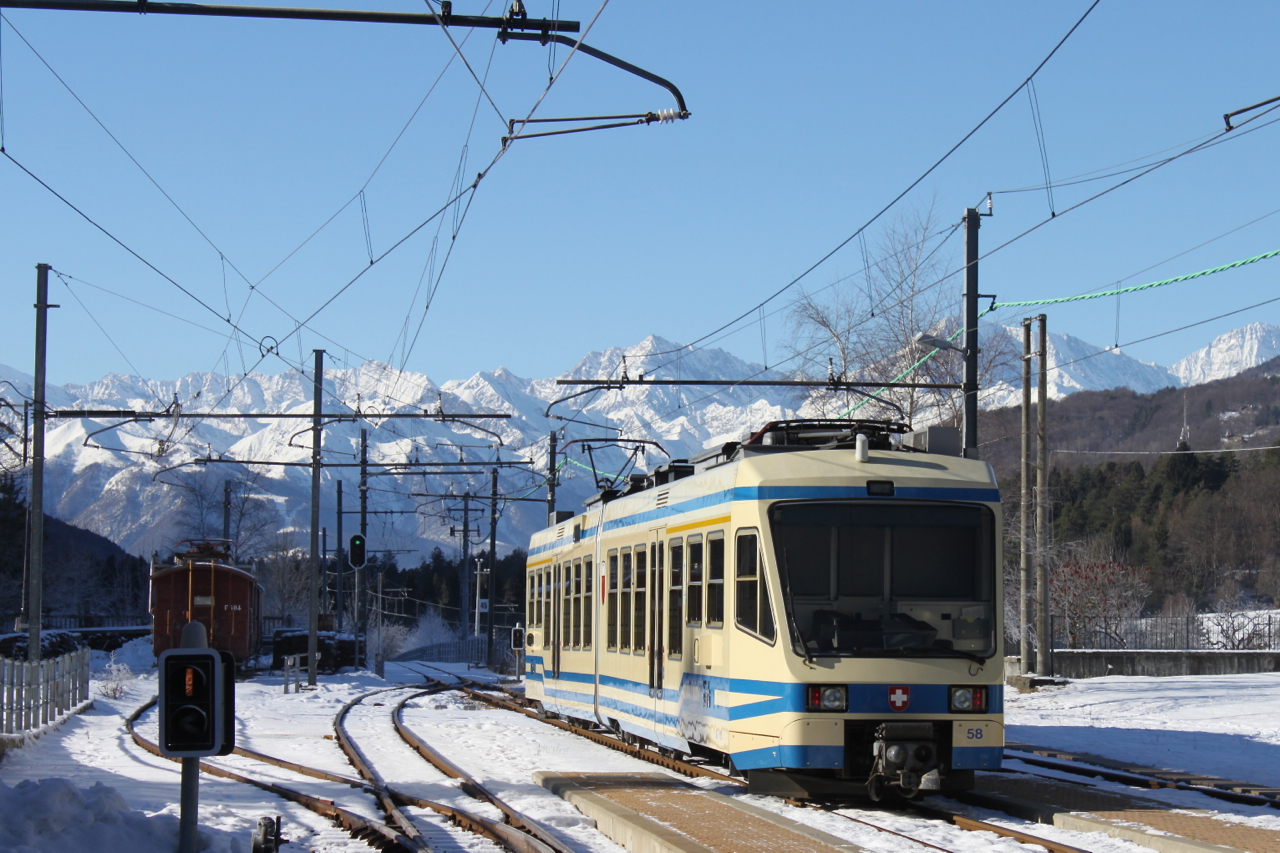
Il treno partito dalla stazione di Santa Maria Maggiore

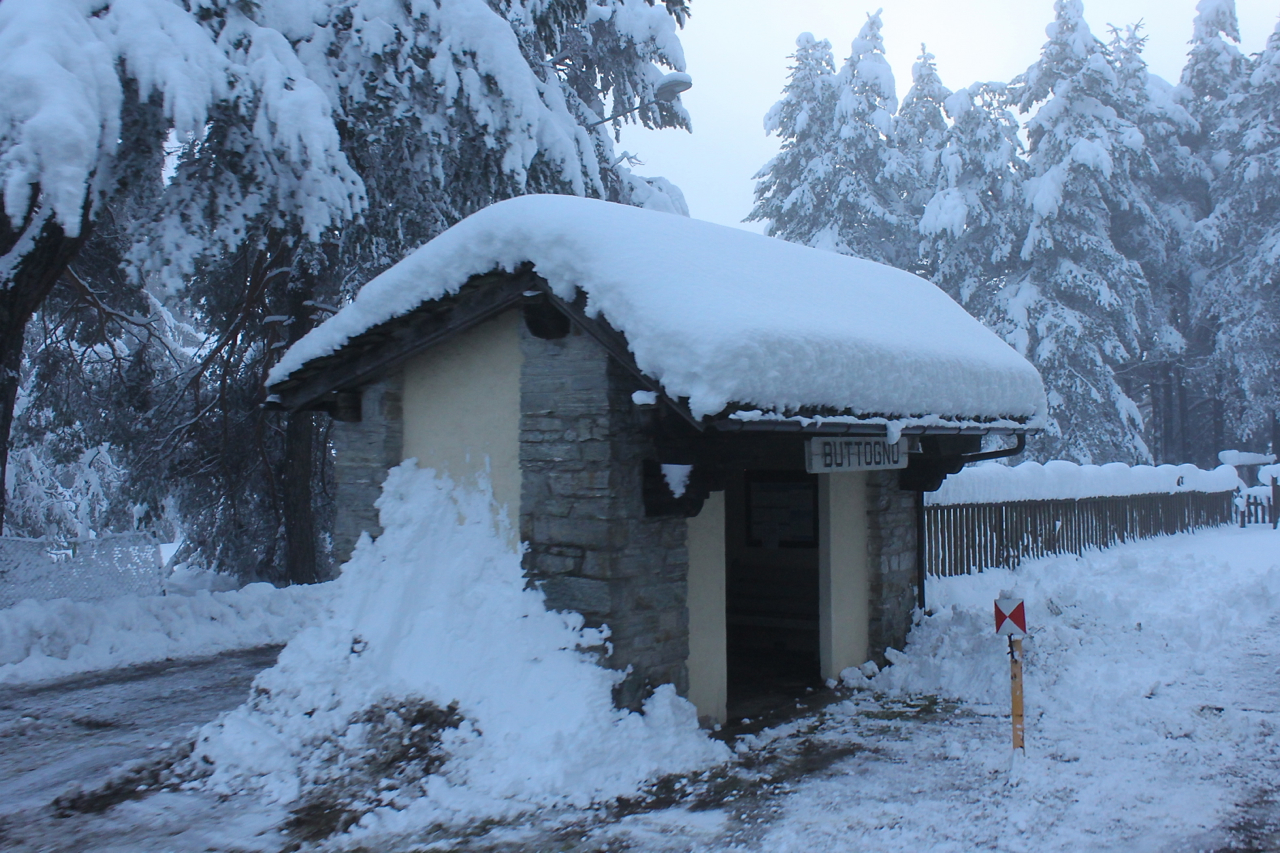
La fermata di Buttogno

Nel territorio comunale sono presenti le seguenti stazioni ferroviarie lungo la linea Domodossola-Locarno:
- Stazione di Buttogno, poco sotto l'omonima frazione.
- Stazione di Santa Maria Maggiore, situata nelle immediate vicinanze del centro storico di Santa Maria Maggiore.

Si tratta di una storica linea ferroviaria (inaugurata nel 1923) di particolare rilievo turistico, chiamata "Vigezzina", che collega Domodossola a Locarno (in Svizzera, sul Lago Maggiore), attraversando l'intera Val Vigezzo. I treni circolano mediamente con frequenza oraria durante la giornata (sono tuttavia più frequenti nel periodo estivo. In particolari occasioni, come il Raduno degli spazzacamini o i Mercatini di Natale, sono solitamente istituite corse straordinarie). Il viaggio in trenino da Domodossola a Santa Maria Maggiore dura circa 45 minuti, mentre da Santa Maria Maggiore a Locarno poco più di un'ora. La stazione di Santa Maria Maggiore è il punto di partenza di un'autolinea che raggiunge in pochi minuti i vicini paesi di Toceno e Craveggia..

## Amministrazione
Di seguito è presentata una tabella relativa alle amministrazioni che si sono succedute in questo comune.
| Periodo        | Periodo        | Primo cittadino | Partito                                | Carica  | Note   |
| -------------- | -------------- | --------------- | -------------------------------------- | ------- | ------ |
| 24 aprile 1995 | 14 giugno 1999 | Claudio Cottini | Forza Italia                           | Sindaco | [ 45 ] |
| 14 giugno 1999 | 14 giugno 2004 | Claudio Cottini | lista civica                           | Sindaco | [ 45 ] |
| 14 giugno 2004 | 8 giugno 2009  | Franco Bonardi  | lista civica                           | Sindaco | [ 45 ] |
| 8 giugno 2009  | 26 maggio 2014 | Claudio Cottini | lista civica                           | Sindaco | [ 45 ] |
| 26 maggio 2014 | 27 maggio 2019 | Claudio Cottini | lista civica Insieme per crescere      | Sindaco | [ 45 ] |
| 27 maggio 2019 | 10 giugno 2024 | Claudio Cottini | lista civica Insieme per crescere      | Sindaco | [ 45 ] |
| 10 giugno 2024 | in carica      | Claudio Cottini | lista civica Il valore della stabilità | Sindaco | [ 45 ] |

### Altre informazioni amministrative
Fa parte dell'unione montana di comuni della Valle Vigezzo.

## Sport

### Sport invernali
Durante l'inverno Santa Maria Maggiore è meta soprattutto degli appassionati dello sci di fondo, grazie al tracciato agonistico di 15 km che si snoda dal Centro del Fondo di Santa Maria Maggiore e raggiunge le vicine località Malesco e Druogno. Una pista più piccola di 2,5 km è illuminata a giorno di notte e permette di conseguenza lo sci di fondo notturno. A Prestinone, frazione di Craveggia immediatamente confinante con Santa Maria Maggiore, si trova la stazione di partenza di una moderna cabinovia ad otto posti che raggiunge la Piana di Vigezzo, località sciistica situata ad una altitudine di circa 1700 metri, dove si trovano 20 km di piste di varia difficoltà.

### Sport estivi
Durante l'estate Santa Maria Maggiore è meta di numerosi escursionisti che percorrono i sentieri della Valle Vigezzo. A Santa Maria Maggiore è particolarmente frequentato durante il periodo estivo il "Sentiero delle Bore", una breve e panoramica escursione, adatta a tutta la famiglia. Negli ultimi anni risulta sempre più diffuso tra i sentieri valligiani il mountain biking. Viene inoltre praticato il ciclismo soprattutto lungo la strada ciclabile che attraverso la Valle Vigezzo immersa nel verde. In estate è attivo il servizio di bikesharing “Ossolainbici”, che consente di noleggiare una bicicletta ed immergersi nel verde della Valle dei Pittori: i cicloparcheggi si trovano in prossimità alle stazioni della Ferrovia Vigezzina di Druogno, Santa Maria Maggiore, Malesco e Re. Presso il fiume Melezzo Orientale viene praticata la pesca (l'attuale patrimonio ittico vigezzino è costituito da trote marmorate, fario, iridee salmerini e, in piccola quantità, da temoli e barbi).
Sono numerosi anche gli appassionati del volo libero che partono dalla Piana di Vigezzo e atterrano presso il Centro del Fondo. Presso la Pineta di Santa Maria Maggiore si trovano inoltre dei campi da tennis, una piscina estiva e un campo da golf. La Piana di Vigezzo, raggiungibile a piedi (da Arvogno, Toceno, Vocogno e Craveggia) o per via di una cabinovia situata nelle immediate vicinanze di Santa Maria Maggiore, è il punto di partenza di numerose escursioni come ad esempio: Laghetti di Muino, giro della Baita Rosa, giro dell'Aple Sdun, Pizzo Ruggia, Schegge di Muino, Bagni di Craveggia, Cima Trubbio, Periplo del Trubbio, Cima del Sassone..

### Appuntamenti sportivi
Ogni anno, nel mese di agosto, il club di volo libero "Ali libere Vigezzo. I Barbagianni" organizza la Festa dell'Aria, che unisce all'esibizione dei voli in parapendio spettacoli con aeromodellini e uccelli rapaci. Nei giorni centrali di agosto si tiene dal 2008 il Torneo di Tennis Vigezzo. A fine agosto Santa Maria Maggiore è il luogo di partenza e arrivo della Sgamelàà d'Vigezz. Si tratta di una marcia internazionale sportiva non competitiva cui partecipano centinaia di atleti che si svolge dal 1973. Il percorso della marcia è di 26 km e si snoda attraverso i sette comuni della Valle Vigezzo.